# Галкино (Хабаровський район)
Га́лкино (рос. Галкино) — село у складі Хабаровського району Хабаровського краю, Росія. Адміністративний центр Галкинського сільського поселення.

## Населення
Населення — 1599 осіб (2010; 1326 у 2002).
Національний склад (станом на 2002 рік):
- росіяни — 88 %